# William Maule (1er comte Panmure)
William Maule, 1er comte Panmure (1700-1782) est un militaire et homme politique écossais.

## Biographie
Il est élevé en France par son père, Henry Maule, frère cadet de James Maule (4e comte de Panmure) et fait ses études à Leyde (1718) et au Collège des Écossais à Paris (1719). Son père a fui en France avec son frère James après l'échec du soulèvement Jacobite de 1715.
Il retourne en Écosse à la suite du pardon général en 1719, et s'engage comme porte-étendard du The Royal Scots (The Royal Regiment) en octobre 1727. Il devient capitaine de la The King's Own Scottish Borderers en 1737, puis capitaine et lieutenant-colonel dans les Scots Guards en 1741. Il est promu au grade de major en 1745 et colonel de l'armée de terre en 1745. Il est nommé colonel du The King's Own Scottish Borderers en 1747, puis colonel des Fusiliers royaux écossais en 1752. Il est promu major-général en 1755, lieutenant-général en 1758 et général le 13 avril 1770. Il est enfin nommé colonel du Royal Scots Greys en novembre 1770, un poste qu'il a occupé jusqu'à sa mort.

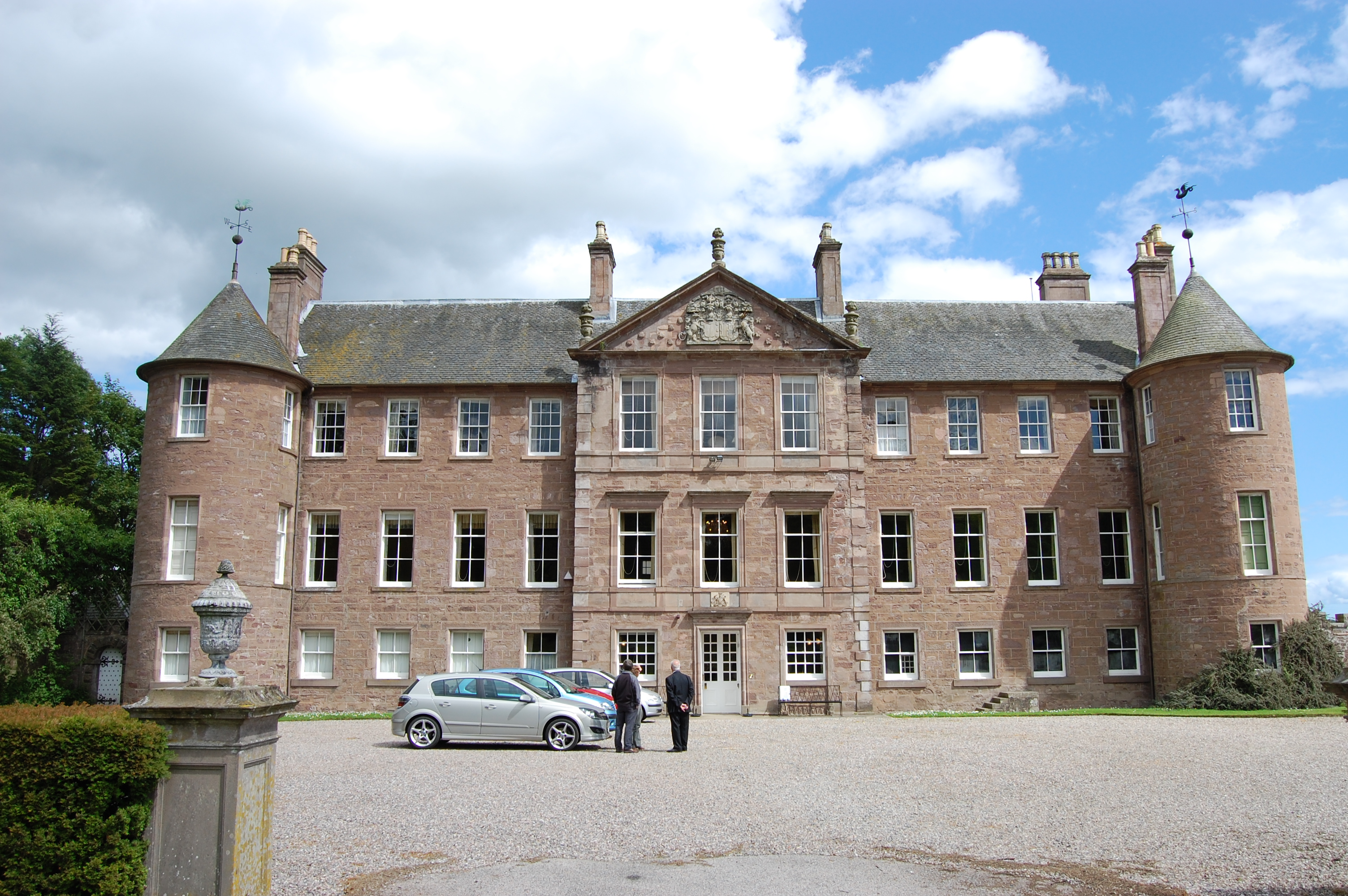
Brechin, siège du Clan Maule

Il a racheté le domaine familial du château de Brechin, à Forfar et est créé baron Maule, vicomte de Maule et comte Panmure dans la Pairie d'Irlande en 1743, son oncle, le comte ayant été déchu de ses droits en 1716. De 1735 à 1782, il a représenté le Forfarshire au Parlement. Lord Panmure n'avait pas d'enfants et, à sa mort, ses propriétés ont été divisés entre un cousin de George Ramsay (8e comte de Dalhousie), et William Ramsay-Maule, le second fils de George.